# Bildstock (Kleinwenkheim; Schulstraße 7)

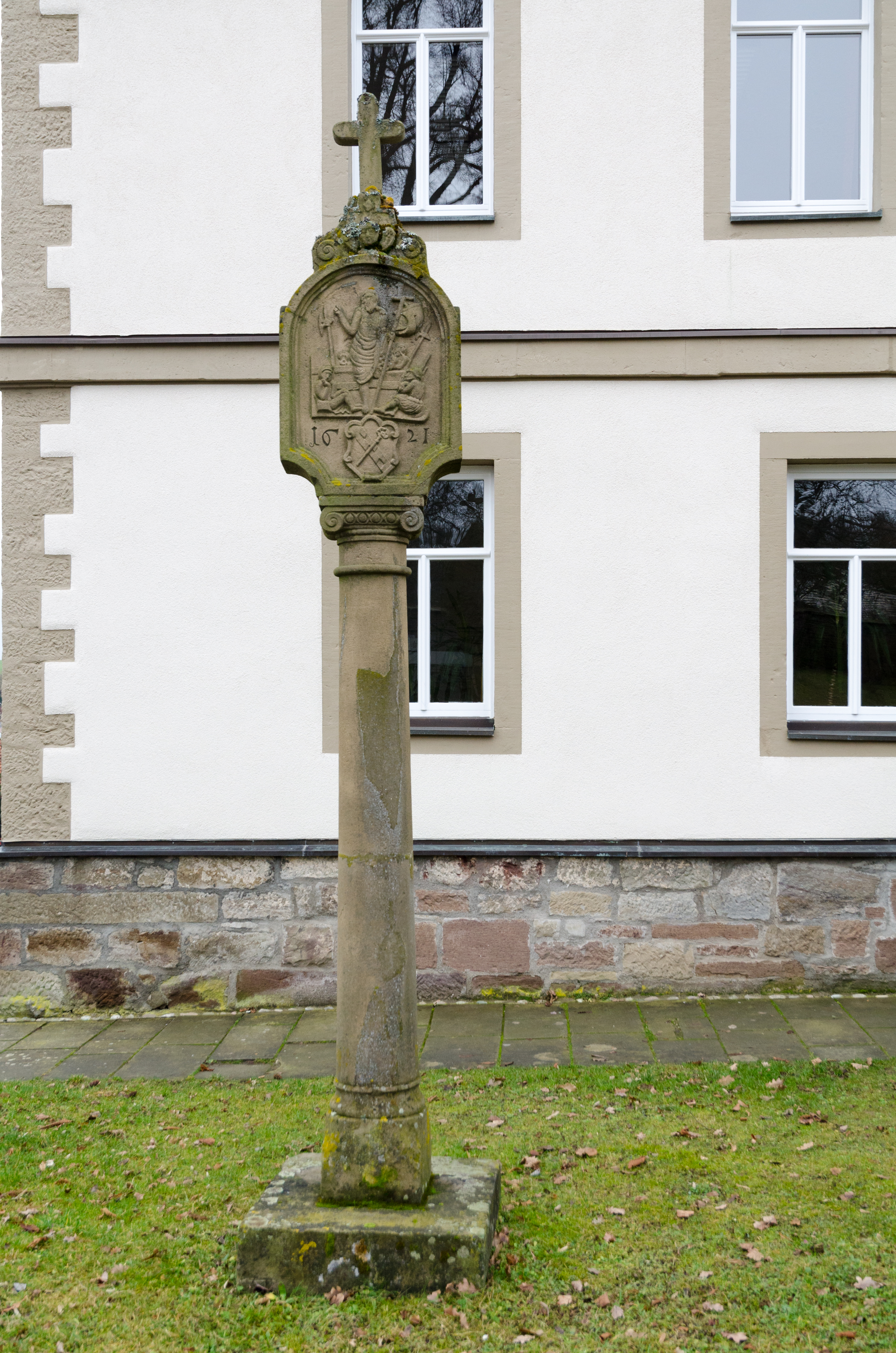
Bildstock in Kleinwenkheim, Schulstraße 7

Der Bildstock Schulstraße 7 befindet sich in Kleinwenkheim, einem Gemeindeteil der Stadt Münnerstadt im unterfränkischen Landkreis Bad Kissingen in der Schulstraße 7. Es gehört zu den Münnerstädter Baudenkmälern und ist unter der Nummer D-6-72-135-176 in der Bayerischen Denkmalliste registriert.

## Beschreibung
Der Bildstock besteht aus Sandstein und entstand im Jahr 1621.
Auf einer quadratischen Basisplatte mit einem Durchmesser von 73 cm baut sich die runde Säule des Bildstocks in einer Höhe von 203 cm auf. Sie verjübgt sich zum 83 cm hohen und 23 cm tiefen Reliefaufsatz hin.
Den Kopfteil schließt lediglich ein Putto ab; das Kreuz fehlt.
In ein Architekturrahmen eingebaut ist vorne die Kreuzigung Christi mit den Assistenzfiguren der Muttergottes Maria und dem Apostel Johannes.
Hinten befindet sich der aufferstehende Jesus, der von Wächtern darunter umgeben ist, sowie das Zisterzienserwappen und die Jahreszahl „1621“.
An den Schmalseiten ist zu sehen:
a) der hl. Bernhard als Abt oder der hl. Valentin als Bischof, darunter die Inschrift:

„VALENTIN

SCHNEIER

SCHOLTES

GEWESEN“

b) der hlg. Nikolaus (Kirchenpatron), darunter die Inschrift:

„NICOLAUS

HAUB

GOTTSMEISRER
GEWESEN“

Der Bildstock stand ursprünglich an der „Heiligen Wiese“, dem früheren Standort der Kleinwenkheimer St.-Nikolaus-Kirche. Wegen häufigem Hochwasser wurde die Kirche im Jahr 1588 unter Abt Michael Christ vom Kloster Maria Bildhausen an den heutigen Standort versetzt. Eine Gedenktafel in der Kirche von 1631 erinnert an den Stifter dieses Bildstocks.